# John Chartier
John Chartier (XVII secolo – XVIII secolo) è stato un incisore e artigiano francese naturalizzato inglese, specializzato come argentiere.

## Biografia
John Chartier fu attivo fra la fine del XVII secolo e il principio del XVIII secolo.
Nacque in Francia, ma emigrò in Inghilterra per sfuggire alla persecuzione degli Ugonotti.
Il suo marchio venne registrato nel 1698.
L'anno successivo Chartier realizzò l'opera che viene considerata uno dei più bei pezzi di argenteria di chiesa contemporanea: un calice d'argento dorato per la Christ Church di Oxford.
A quel tempo gli argentieri inglesi continuavano a ripetere nei calici liturgici dei modelli vecchissimi, perché, in seguito alla grande diffusione del vetro nella produzione di recipienti comuni, mancavano a loro esempi a cui ispirarsi.
Nel suo calice, semplice ma che precorreva le fogge del Settecento, Chartier creò un nuovo modello che solo ad una certa distanza di tempo venne ripreso e ulteriormente sviluppato.

## Opere
- Calice di argento dorato per la Christ Church di Oxford.